# Monique Chemillier-Gendreau
Monique Chemillier-Gendreau (sinh năm 1935) là giáo sư danh dự (tiếng Pháp: professeur émérite) lĩnh vực công pháp và khoa học chính trị của trường Trường Đại học Paris VII-Denis Diderot. Hiện bà đang sống tại Paris, Pháp.

## Tiểu sử
(Dựa vào CV DE Monique Chemillier-Gendreau và Curriculum vitæ de Monique Chemillier Gendreau.)
Monique Chemillier-Gendreau sinh ngày 15 tháng 4 năm 1935 tại thành phố Tananarive (nay là Antananarivo), Madagascar.
Năm 1966, bà nhận bằng Thạc sĩ (agrégée) chuyên ngành công pháp và khoa học chính trị. Trong giai đoạn các năm từ 1967 đến 1983, Chemillier-Gendreau là giáo sư Trường Đại học Reims (Pháp). Sau này, bà chuyển về Trường Đại học Paris VII. Monique Chemillier-Gendreau đã xuất bản khoảng 180 bài nghiên cứu trên các tạp chí học thuật hoặc tuyển tập nghiên cứu chung. Nhiều trường đại học và viện nghiên cứu khắp các châu lục đã mời Chemillier-Gendreau đến thuyết giảng, ví dụ: châu Á có Campuchia, Lào, Palestine, Việt Nam; châu Phi có Algérie, Burundi, Guiné-Bissau, Maroc, Mali, Sénégal, Tunisia; châu Mỹ có Argentina, Canada (tỉnh Quebec), Uruguay,...
Với vốn hiểu biết sâu sắc của mình, Monique Chemillier-Gendreau đã tham gia cho ý kiến, giải quyết nhiều vụ kiện tại các tổ chức trọng tài và Tòa án Công lý Quốc tế như:
- Vụ Guiné-Bissau và Sénégal
- Vụ Cộng hoà Dân chủ Congo và Bỉ
- Vụ Israel xây tường rào tại các vùng đất chiếm đóng từ tay Palestine
- Các vụ việc tranh chấp ở châu Phi, châu Á khác như Algérie-Libya, Lào-Campuchia. Năm 1988, bà tư vấn cho Chính phủ Lào trong vấn đề tranh chấp biên giới giữa nước này với Thái Lan. Cũng từ năm này, Chemillier-Gendreau cộng tác với Ủy ban Biên giới của Chính phủ Việt Nam nhằm giải quyết vấn đề biên giới trên biển đối với Trung Quốc và Campuchia. Bên cạnh đó, bà còn tư vấn cho Văn phòng các Tiêu chuẩn Quốc tế và các Vấn đề Pháp lý (tiếng Anh: Office of International Standards and Legal Affairs) thuộc UNESCO.

Trong mảng hoạt động bảo vệ nhân quyền, Monique Chemillier-Gendreau là một trong những người tham gia sáng lập tổ chức phi lợi nhuận Liên đoàn Luật sư châu Âu vì Dân chủ và Quyền Con người Thế giới (tiếng Anh: European Association of Lawyers for Democracy and World Human Rights) vào ngày 1 tháng 5 năm 1993. Bà đã nắm chức vụ chủ tịch tổ chức này trong vòng tám năm, sau đó được bầu làm chủ tịch danh dự. Ngoài ra, bà còn là thành viên của Toà án Thường trực các Dân tộc (tiếng Anh: Permanent Peoples' Tribunal) - một tổ chức nối tiếp cho Toà án Russell mà trước đây từng tố cáo tội ác chiến tranh của các thế lực đối với người Việt Nam - và tham dự các phiên họp đặc biệt của tổ chức này tại Padova (năm 1992), Madrid (năm 1994) và Trento (năm 1995).
Bên cạnh các hoạt động học thuật và bảo vệ quyền con người, bà còn là cộng tác viên thường xuyên của báo Le Monde diplomatique.

## Sách đã xuất bản
- "Le rôle du temps dans la formation du droit international", (cours à l'I.H.E.I., novembre 1985), Pedone, Paris, 1987. (ISBN 223300180X)
- "Introduction générale au droit", Eyrolles, Paris, 1990. (ISBN 2212031548)
- "Humanité et souverainetés. Essai sur la fonction du droit international". Paris, La Découverte, 1995. (ISBN 2707124443)
- "La souveraineté sur les archipels Paracels et Spratleys", Paris, L'Harmattan, 1996. (ISBN 2738440614)
- "L’Injustifiable. Les politiques françaises de l’immigration". Paris, Éditions Bayard. Bayard Société. 1998. (ISBN 222713738X)
- Cộng tác với Étienne Balibar, Jacqueline Costa-Lascoux và Emmanuel Terray:

"Les sans-papiers: un archaïsme fatal". Éditions La Découverte. Paris. 1999.
- "Le droit dans la mondialisation". (sửa chữa bởi Monique Chemillier-Gendreau và Yann Moullier-Boutang). Actuel Marx. Presses Universitaires de France. 2001. (ISBN 2130502954)
- "Droit international et démocratie mondiale: les raisons d'un échec". Éditions Les Indes Savantes. Paris. 2002. (ISBN 2845970463)
- "Le Vietnam et la mer". Éditions Les Indes Savantes. Paris. 2002. (ISBN 2846540241)